# Roland Wittmann

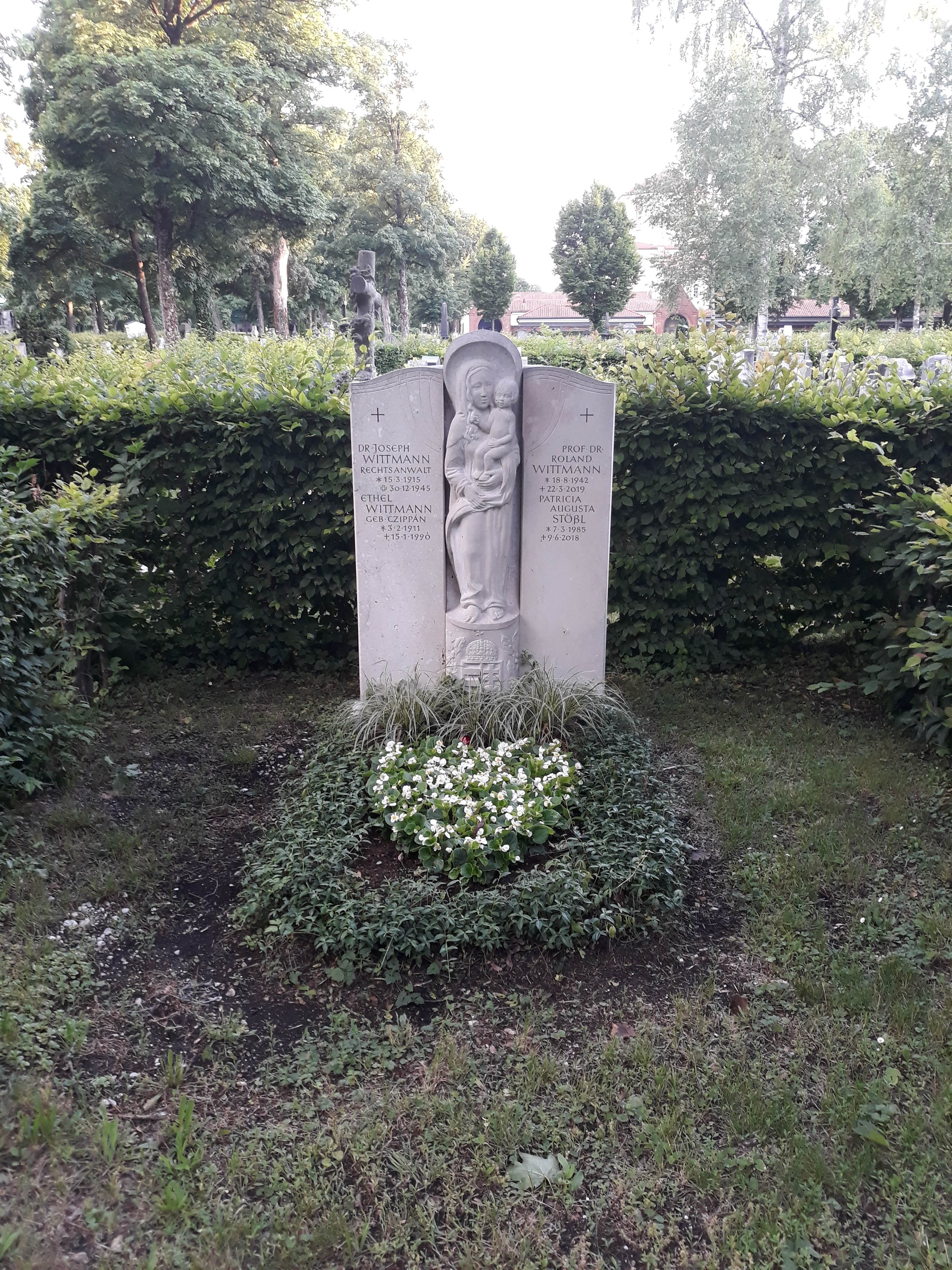
Das Grab von Roland Wittmann im Familiengrab auf dem Nordfriedhof (München)

Roland Wittmann (* 18. August 1942 in Budapest; † 22. März 2019) war ein deutscher Jurist.

## Leben
Nach dem Abitur 1962 in München studierte Roland Wittmann an der Universität München bis zum 1. juristischen Staatsexamen Rechtswissenschaften. 1967 bis 1973 studierte er zudem Philosophie und Wissenschaftstheorie, 1971 wurde er promoviert und arbeitete anschließend bis 1978 als Wissenschaftlicher Assistent an der Universität München. Nach seinem 2. juristischen Staatsexamen 1973 und seiner Habilitation 1978 wurde er zum Professor für Bürgerliches Recht, Rechtsphilosophie und Römisches Recht an der Universität München berufen. 1992 erfolgte ein Ruf auf den Lehrstuhl für Bürgerliches Recht, Rechtsphilosophie, Römisches Recht und Europäische Rechtsgeschichte an die Europa-Universität Viadrina Frankfurt (Oder). Von 1994 bis 2003 war Roland Wittmann Richter am Brandenburgischen Oberlandesgericht. 2007 wurde er emeritiert, seitdem war er Lehrbeauftragter an der Viadrina, seit 2010 auch Of counsel einer Anwaltssozietät.
Seine Arbeitsschwerpunkte waren die römische Verfassungsgeschichte, Zivilprozessrecht, Handels- und Wirtschaftsrecht sowie Rechtsphilosophie.

## Schriften (Auswahl)
- Die Körperverletzung an Freien im klassischen römischen Recht. C. H. Beck, München 1972, ISBN 3-406-00663-9 (Dissertation 1971).
- Begriff und Funktionen der Geschäftsführung ohne Auftrag (= Münchener Universitätsschriften. Reihe der Juristischen Fakultät. Bd. 49). C. H. Beck, München 1981, ISBN 3-406-08149-5 (Habilitationsschrift 1978).
- mit Wolfgang Kunkel: Staatsordnung und Staatspraxis der Römischen Republik. Zweiter Abschnitt: Die Magistratur (= Handbuch der Altertumswissenschaft. Band 10, 3, 2, 2). C. H. Beck, München 1995, ISBN 3-406-33827-5 (Auszüge bei der Google-Buchsuche).